# 和碩特北左末旗
和碩特北左末旗是青海蒙古的一旗。俗稱“察卡王旗、鹽池扎薩”。顧實汗之裔。雍正三年授札薩克一台吉，世襲。佐領四。牧地東至柴吉沁。南至鹽海，西至哈唐和碩，北至和特克。

## 沿革[2]
札薩克一等台吉游牧。札薩克郡王額爾克巴勒珠爾次子伊什多爾札布。雍正元年(1723年)，羅卜藏丹津脅之叛，不從。三年(1725年)，授札薩克一等台吉。乾隆四十七年(1782年)，詔世襲罔替。

## 歷任札薩克[3][4][5]
| 世代     | 姓名               | 襲爵年份     | 註釋                                                                                  |
| -------- | ------------------ | ------------ | ------------------------------------------------------------------------------------- |
| 初 封    | 伊什多勒扎布       | 雍正三年     | 和碩特族，郡王額爾克巴勒珠爾次子。雍正三年，授扎薩克一等台吉。七年，卒。              |
| 一次襲   | 畢齊罕車凌         | 雍正七年     | 伊什多勒扎布子。雍正七年，襲扎薩克一等台吉。乾隆三十九年，以病罷。                    |
| 二次襲   | 巴勒珠爾           | 乾隆三十九年 | 畢齊罕車凌族子。乾隆三十九年，襲扎薩克一等台吉。四十七年，詔世襲罔替。 五十二年，卒。 |
| 三次襲   | 畢齊罕車凌         | 乾隆五十三年 | 巴勒珠爾從叔父。乾隆五十三年，仍襲扎薩克一等台吉。五十四年，復以病罷。                |
| 四次襲   | 三都布             | 乾隆五十四年 | 畢齊罕車凌嗣子。乾隆五十四年，襲扎薩克一等台吉。五十八年，卒。                        |
| 五次襲   | 多爾濟             | 乾隆五十八年 | 三都布從弟。乾隆五十八年，襲扎薩克一等台吉。嘉慶二十二年，病免。                      |
| 六次襲   | 旺沁端多布         | 嘉慶二十二年 | 多爾濟子。嘉慶二十二年，襲。道光十年，卒。                                            |
| 七次襲   | 巴木巴勒達什倫都布 | 道光十年     | 旺沁端多布子。道光十年，襲。二十六年，卒。                                            |
| 八次襲   | 林沁那木都勒       | 道光二十六年 | 巴木巴勒達什倫都布同族。道光二十六年，襲。咸豐四年，卒。                              |
| 九次襲   | 羅堆僧格           | 咸豐四年     | 林沁那木都勒子。咸豐四年，襲。                                                        |
| 十次襲   | 索諾木興額拉布坦   | 光緒二十三年 | 光緒二十三年四月，襲。                                                                |
| 十一次襲 | 唐日加（圖爾加）   |              | 索諾木興額拉布坦子                                                                    |